# 공막고리뼈

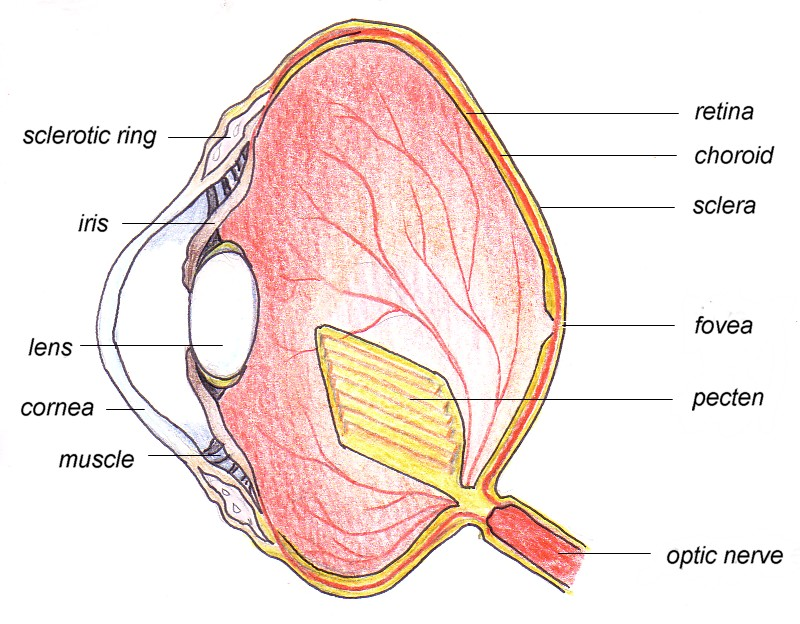
새의 눈에서 공막고리뼈의 위치를 보여주는 그림

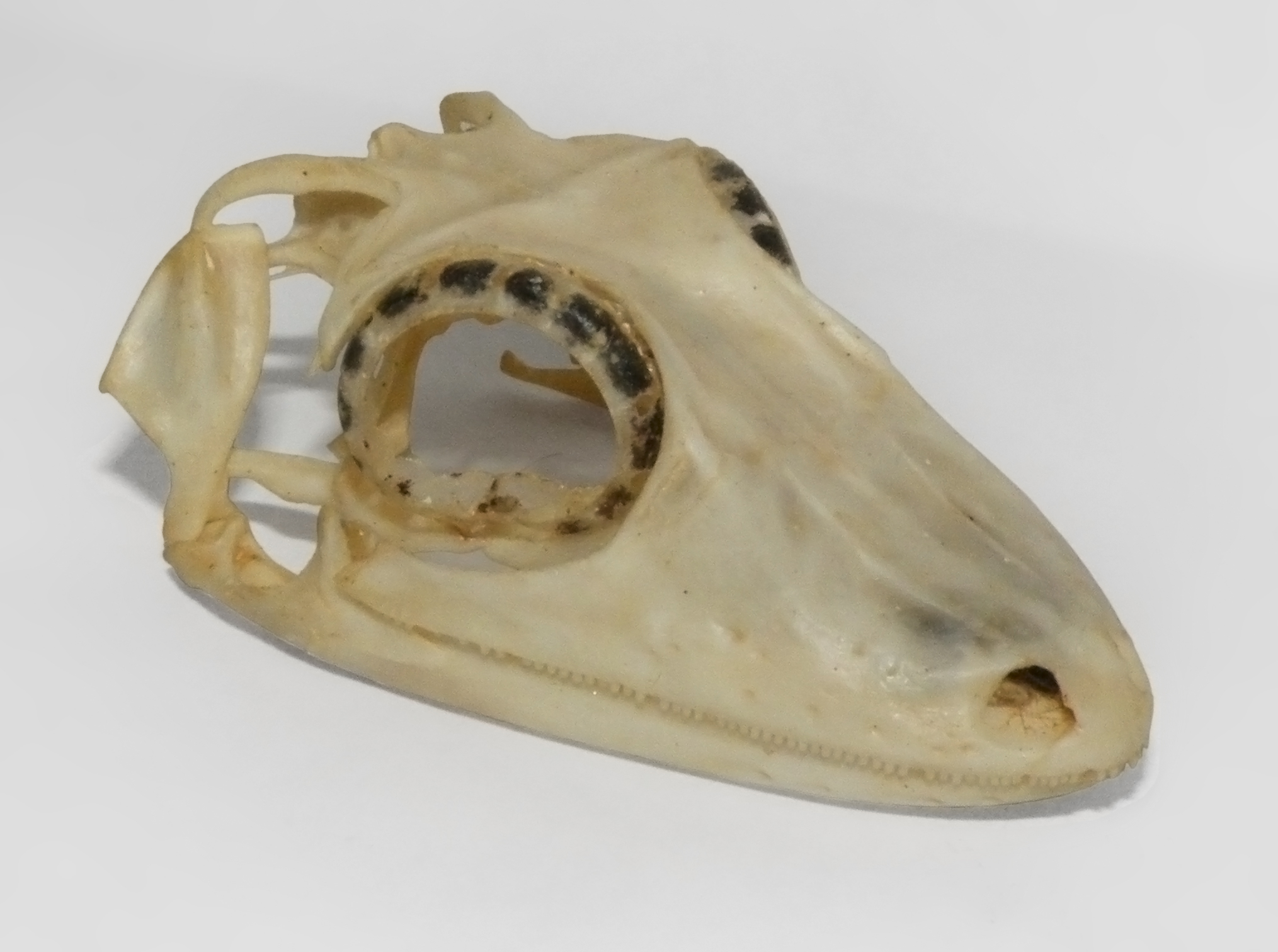
커다란 공막고리뼈를 가지고 있는 잎꼬리도마뱀(Uroplatus)의 두개골.

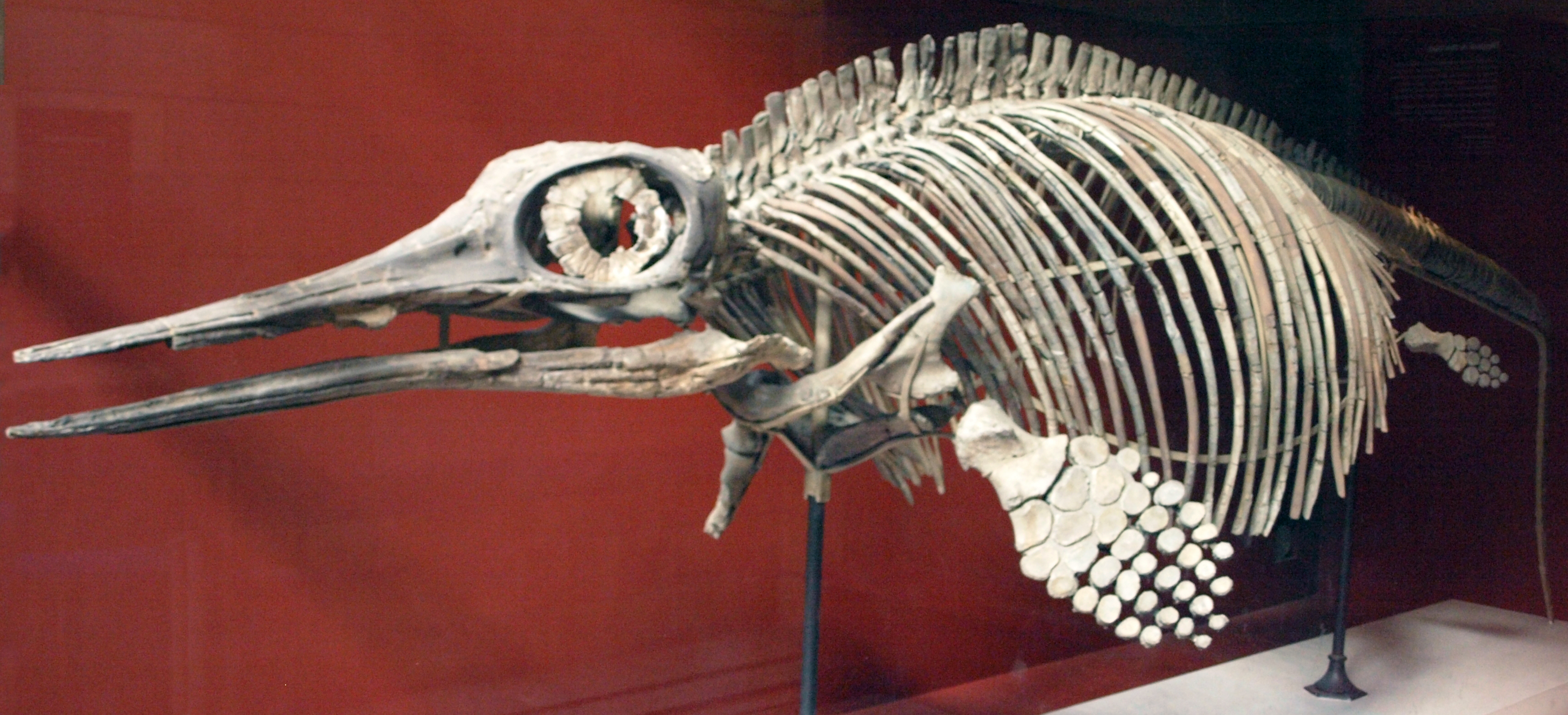
오프탈모사우루스의 공막고리뼈는 동물계에서 가장 크다.

공막고리뼈(鞏膜-, 영어: sclerotic rings)는 포유류와 악어를 제외한 몇몇 척추동물 그룹의 눈에서 찾아볼 수 있는 고리 모양의 뼈이다. 공막고리뼈는 하나의 뼈, 또는 여러 조각의 뼈로 이루어져 있다. 공막고리뼈는 특히 눈이 구형이 아니거나 물 속에 사는 동물의 눈을 지지하는 역할을 한다고 알려져 있다. 화석으로 발견되는 공막고리뼈는 어룡, 익룡, 그리고 공룡 등 다양한 종류의 멸종한 동물에서 볼 수 있으나 보존되지 않는 경우도 많다.